# Scopula commaria
Scopula commaria är en fjärilsart som beskrevs av Swinhoe 1904. Scopula commaria ingår i släktet Scopula och familjen mätare. Inga underarter finns listade.